# 2:40-Stunden-Rennen von Laguna Seca 2023

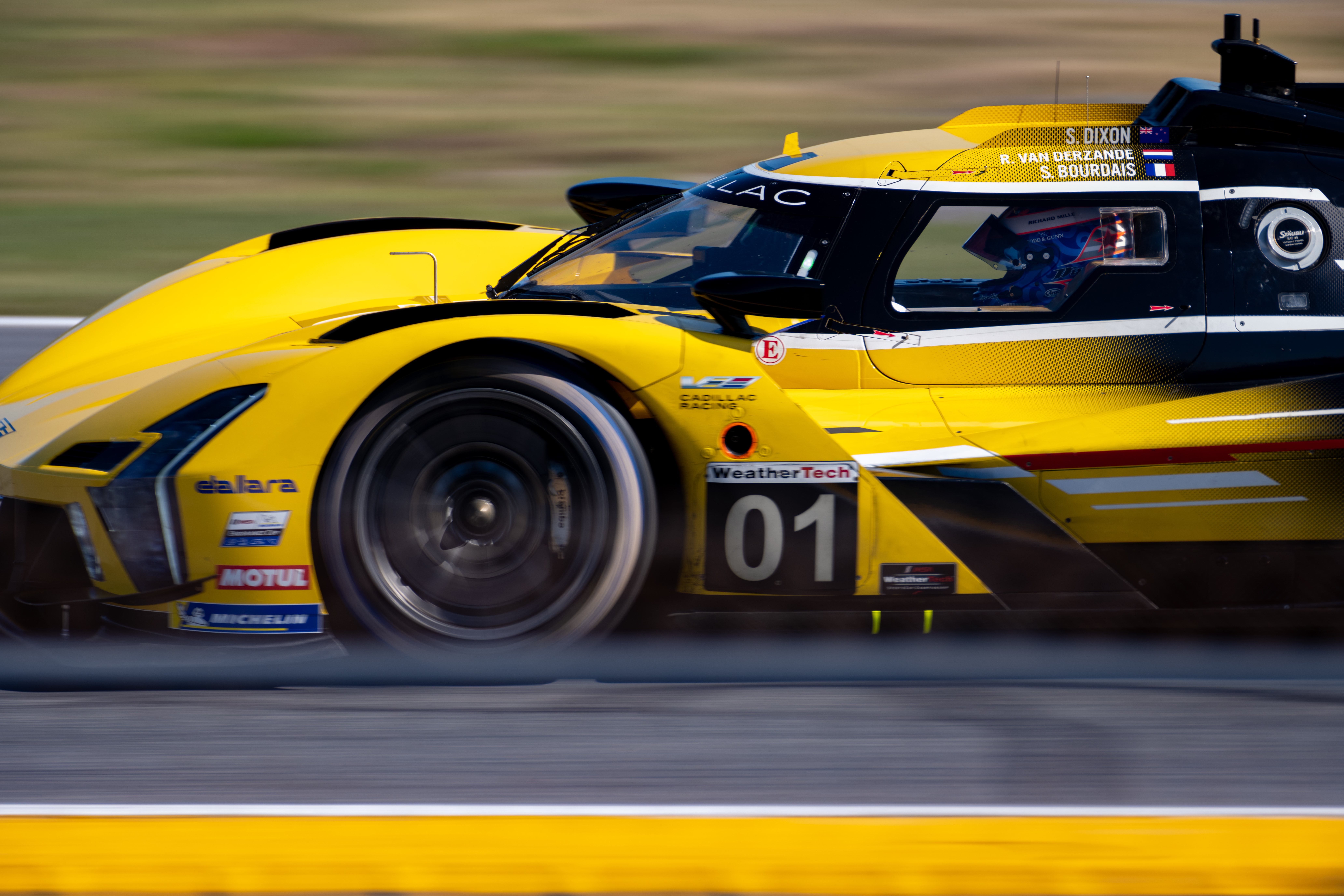
Cadillac V-Series.R mit der Startnummer 01; Siegerwagen von Sébastien Bourdais und Renger van der Zande, hier beim 24-Stunden-Rennen von Daytona 2023 (dort war Scott Dixon der dritte Fahrer)

Das 2:40-Stunden-Rennen von Laguna Seca 2023, auch 2023 Motul Course de Montery powered by Hyundai N, fand am 14. Mai auf dem Laguna Seca Raceway statt und war der vierte Wertungslauf der IMSA WeatherTech SportsCar Championship dieses Jahres.

## Das Rennen
Der vierte Wertungslauf der IMSA-Saison-2023 brachte den zweiten Cadillac-Gesamtsieg, herausgefahren von Sébastien Bourdais und Renger van der Zande im V-Series.R von Chip Ganassi Racing. Renger van der Zande, der zwei Wochen davor beim 6-Stunden-Rennen von Spa-Francorchamps im Cadillac in der Passage von Raidillon, allgemein als Eau Rouge bekannt, schwer verunfallt war, hatte wesentlichen Anteil an dem Erfolg. In der Schlussphase des Rennens hielt er im dichten Überrundungsverkehr Nick Tandy im Porsche 963 sicher auf Distanz. 
Mehrere Safety-Car-Phasen schoben das Teilnehmerfeld immer wieder zusammen, das letzte Mal 40 Minuten vor Rennschluss. Nach der Freigabe des Rennens gelang van der Zande das entscheidende Überholmanöver gegen seinen Markenkollegen Alexander Sims. Dessen Teamkollege Luís Felipe Derani hatte zwischenzeitlich einen Vorsprung von 15 Sekunden auf die Konkurrenz. Erneut spielten die Reifen eine mitentscheidende Rolle. Pro Fahrzeug standen für das Qualifikationstraining und das Rennen nur drei Reifensätze zur Verfügung. Dazu kam das Verbot der Heizdecken. Beide Acura ARX-06 verloren bei Rennmitte durch zu großen Reifenverschleiß Zeit und Positionen. Colin Braun fiel sogar bis ins Feld der LMP2-Wagen zurück. Schlechter werdende Reifen verhinderten in der letzten halben Stunde auch eine mögliche Podiumsplatzierung der BMW M Hybrid V8.

## Ergebnisse

### Schlussklassement
| 1           | GTP     | 01 | Cadillac Racing                             | Sébastien Bourdais Renger van der Zande | Cadillac V-Series.R           | 102 |
| 2           | GTP     | 6  | Porsche Penske Motorsport                   | Mathieu Jaminet Nick Tandy              | Porsche 963                   | 102 |
| 3           | GTP     | 31 | Whelen Engineering Racing                   | Luís Felipe Derani Alexander Sims       | Cadillac V-Series.R           | 102 |
| 4           | GTP     | 10 | Wayne Taylor Racing with Andretti Autosport | Filipe Albuquerque Ricky Taylor         | Acura ARX-06                  | 102 |
| 5           | GTP     | 24 | BMW M Team RLL                              | Philipp Eng Augusto Farfus              | BMW M Hybrid V8               | 102 |
| 6           | GTP     | 60 | Meyer Shank Racing with Curb-Agajanian      | Tom Blomqvist Colin Braun               | Acura ARX-06                  | 102 |
| 7           | GTP     | 5  | JDC Miller MotorSports                      | Tijmen van der Helm Mike Rockenfeller   | Porsche 963                   | 102 |
| 8           | LMP2    | 11 | TDS Racing                                  | Mikkel Jensen Steven Thomas             | Oreca 07                      | 102 |
| 9           | GTP     | 25 | BMW M Team RLL                              | Connor De Phillippi Nick Yelloly        | BMW M Hybrid V8               | 102 |
| 10          | LMP2    | 52 | PR1 Mathiasen Motorsports                   | Paul-Loup Chatin Ben Keating            | Oreca 07                      | 102 |
| 11          | LMP2    | 04 | CrowdStrike Racing by APR                   | Ben Hanley George Kurtz                 | Oreca 07                      | 102 |
| 12          | LMP2    | 35 | TDS Racing                                  | François Hériau Giedo van der Garde     | Oreca 07                      | 102 |
| 13          | LMP2    | 51 | Rick Ware Racing                            | Eric Lux Juan Pablo Montoya             | Oreca 07                      | 102 |
| 14          | LMP2    | 20 | High Class Racing                           | Dennis Andersen Ed Jones                | Oreca 07                      | 102 |
| 15          | LMP2    | 18 | Era Motorsport                              | Ryan Dalziel Dwight Merriman            | Oreca 07                      | 100 |
| 16          | GTD     | 91 | Kelly-Moss with Riley                       | Alan Metni Kay van Berlo                | Porsche 911 GT3 R (992)       | 97  |
| 17          | GTD     | 97 | Turner Motorsport                           | Bill Auberlen Chandler Hull             | BMW M4 GT3                    | 97  |
| 18          | GTD     | 92 | Kelly-Moss with Riley                       | Alec Udell Julien Andlauer              | Porsche 911 GT3 R (992)       | 97  |
| 19          | GTD     | 44 | Magnus Racing                               | Andy Lally John Potter                  | Aston Martin Vantage AMR GT3  | 97  |
| 20          | GTD     | 70 | Inception Racing                            | Brendan Iribe Frederik Schandorff       | McLaren 720S GT3 Evo          | 97  |
| 21          | GTD     | 77 | Wright Motorsports                          | Alan Brynjolfsson Trent Hindman         | Porsche 911 GT3 R (992)       | 97  |
| 22          | GTD     | 96 | Turner Motorsport                           | Robby Foley Patrick Gallagher           | BMW M4 GT3                    | 97  |
| 23          | GTD-Pro | 79 | WeatherTech Racing                          | Jules Gounon Daniel Juncadella          | Mercedes-AMG GT3 Evo          | 97  |
| 24          | GTD     | 27 | Heart of Racing Team                        | Roman De Angelis Marco Sørensen         | Aston Martin Vantage AMR GT3  | 97  |
| 25          | GTD     | 78 | Forte Racing Powered by US RaceTronics      | Misha Goikhberg Loris Spinelli          | Lamborghini Huracán GT3 Evo 2 | 97  |
| 26          | GTD     | 1  | Paul Miller Racing                          | Bryan Sellers Madison Snow              | BMW M4 GT3                    | 97  |
| 27          | GTD-Pro | 14 | Vasser Sullivan Racing                      | Ben Barnicoat Jack Hawksworth           | Lexus RC F GT3                | 97  |
| 28          | GTD-Pro | 9  | Pfaff Motorsports                           | Klaus Bachler Patrick Pilet             | Porsche 911 GT3 R (992)       | 97  |
| 29          | GTD     | 80 | AO Racing Team                              | P. J. Hyett Sebastian Priaulx           | Porsche 911 GT3 R (992)       | 97  |
| 30          | GTD-Pro | 3  | Corvette Racing                             | Antonio García Jordan Taylor            | Chevrolet Corvette C8.R GTD   | 95  |
| 31          | GTD-Pro | 23 | Heart of Racing Team                        | Ross Gunn Alex Riberas                  | Aston Martin Vantage AMR GT3  | 95  |
| 32          | GTP     | 7  | Porsche Penske Motorsport                   | Matt Campbell Felipe Nasr               | Porsche 963                   | 94  |
| 33          | GTD     | 66 | Gradient Racing                             | Katherine Legge Sheena Monk             | Acura NSX GT3 Evo22           | 75  |
| Ausgefallen |         |    |                                             |                                         |                               |     |
| 34          | GTD     | 57 | Winward Racing                              | Philip Ellis Russell Ward               | Mercedes-AMG GT3 Evo          | 86  |
| 35          | GTD     | 12 | Vasser Sullivan Racing                      | Frankie Montecalvo Aaron Telitz         | Lexus RC F GT3                | 58  |
| 36          | GTD     | 32 | Team Korthoff Motorsports                   | Mikaël Grenier Mike Skeen               | Mercedes-AMG GT3 Evo          | 37  |
| 37          | LMP2    | 8  | Tower Motorsports                           | John Farano Louis Delétraz              | Oreca 07                      | 34  |
| 38          | GTD     | 94 | Andretti Autosport                          | Jarett Andretti Gabby Chaves            | Aston Martin Vantage GT3      | 9   |

### Nur in der Meldeliste
Zu diesem Rennen sind keine weiteren Meldungen bekannt.

### Klassensieger
| Klasse  | Fahrer             | Fahrer               | Fahrzeug                | Platzierung im Gesamtklassement |
| ------- | ------------------ | -------------------- | ----------------------- | ------------------------------- |
| GTP     | Sébastien Bourdais | Renger van der Zande | Cadillac V-Series.R     | Gesamtsieg                      |
| LMP2    | Mikkel Jensen      | Steven Thomas        | Oreca 07                | Rang 8                          |
| GTD-Pro | Jules Gounon       | Daniel Juncadella    | Mercedes-AMG GT3 Evo    | Rang 23                         |
| GTD     | Alan Metni         | Kay van Berlo        | Porsche 911 GT3 R (992) | Rang 16                         |

### Renndaten
- Gemeldet: 38
- Gestartet: 38
- Gewertet: 33
- Rennklassen: 4
- Zuschauer: unbekannt
- Wetter am Renntag: trocken und warm
- Streckenlänge: 3,601 km
- Fahrzeit des Siegerteams: 2:41:02,933 Stunden
- Gesamtrunden des Siegerteams: 102
- Gesamtdistanz des Siegerteams: 367,302 km
- Siegerschnitt: unbekannt
- Pole Position: Matt Campbell – Porsche 963 (#7) – 1:14,774 = 173,410 km/h
- Schnellste Rennrunde: Luís Felipe Derani – Cadillac V-Series.R (#31) – 1:16,421 = 169,670 km/h
- Rennserie: 4. Lauf zur IMSA WeatherTech SportsCar Championship 2023